# Anaplastický oligodendrogliom
Anaplastický oligodendrogliom je zhoubný nádor vycházející z oligodendrocytů, což je jeden z druhů podpůrných buněk nervové tkáně, neuroglie. Patří tudíž mezi gliomy, resp. oligodendrogliomy. Od oligodedrogliomu grade II se liší histologickými známkami malignity, buňky jsou tzv. anaplastické, tzn. velmi málo diferencované, s jadernými atypiemi, nádor je velmi buněčný, časté jsou buněčné mitózy, nekrózy a krvácení v nádoru. V ostatních znacích odpovídá struktuře oligodendrogliomu, včetně struktury kapilární sítě a kalcifikací, které ovšem nemusí být přítomny. Ze všech oligodendrogliálních nádorů anaplastický oligodendrogliom tvoří 20–51 %. V průběhu onemocnění může degenerovat do vysoce maligního oligodendrogliomu stupně IV.

Příznaky jsou nejprve nevýrazné, plíživé a odpovídají nádorům mozku obecně, nejčastěji se jedná o epileptické záchvaty, dále se objevují bolesti hlavy či neurologické deficity.
Oligodendrogliom, stejně tak i jeho anaplastická forma, je nádor poměrně citlivý k chemoterapii. Terapie je hlavně chirurgická, poté následuje radiační terapie následovaná chemoterapií, nebo se přechází rovnou k chemoterapii. Používá se temozolomid nebo PCV protokol – kombinace prokarbazinu, CCNU a vinkristinu.
Anaplastický oligodendrogliom může tvořit metastázy i mimo centrální nervový systém, ovšem činí tak poměrně vzácně. Průměrná doba přežití je 3 až 4 roky.

## Histologické preparáty

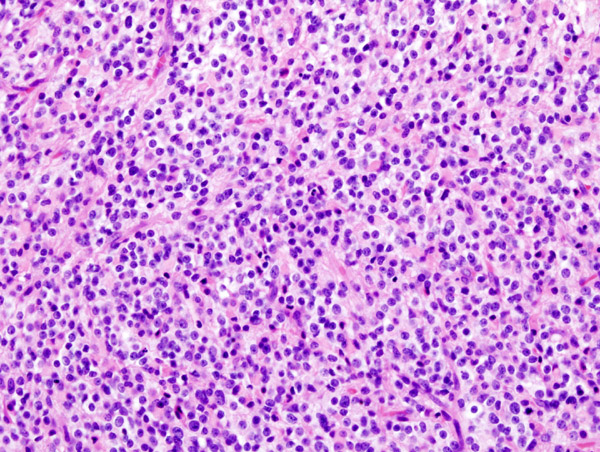
Anaplastický oligodendrogliom, barvení hematoxylin-eosin
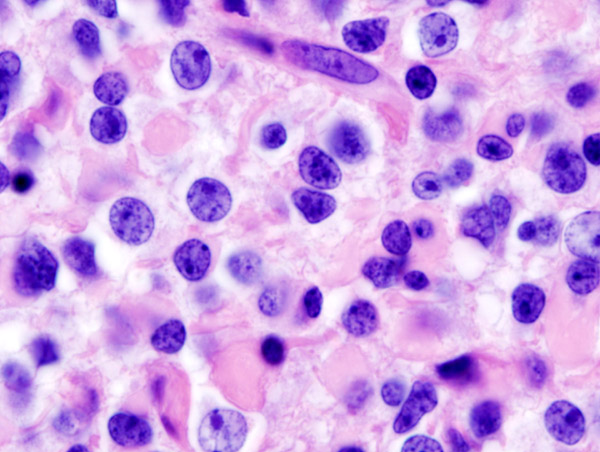
Anaplastický oligodendrogliom při větším zvětšení, barvení hematoxylin-eosin
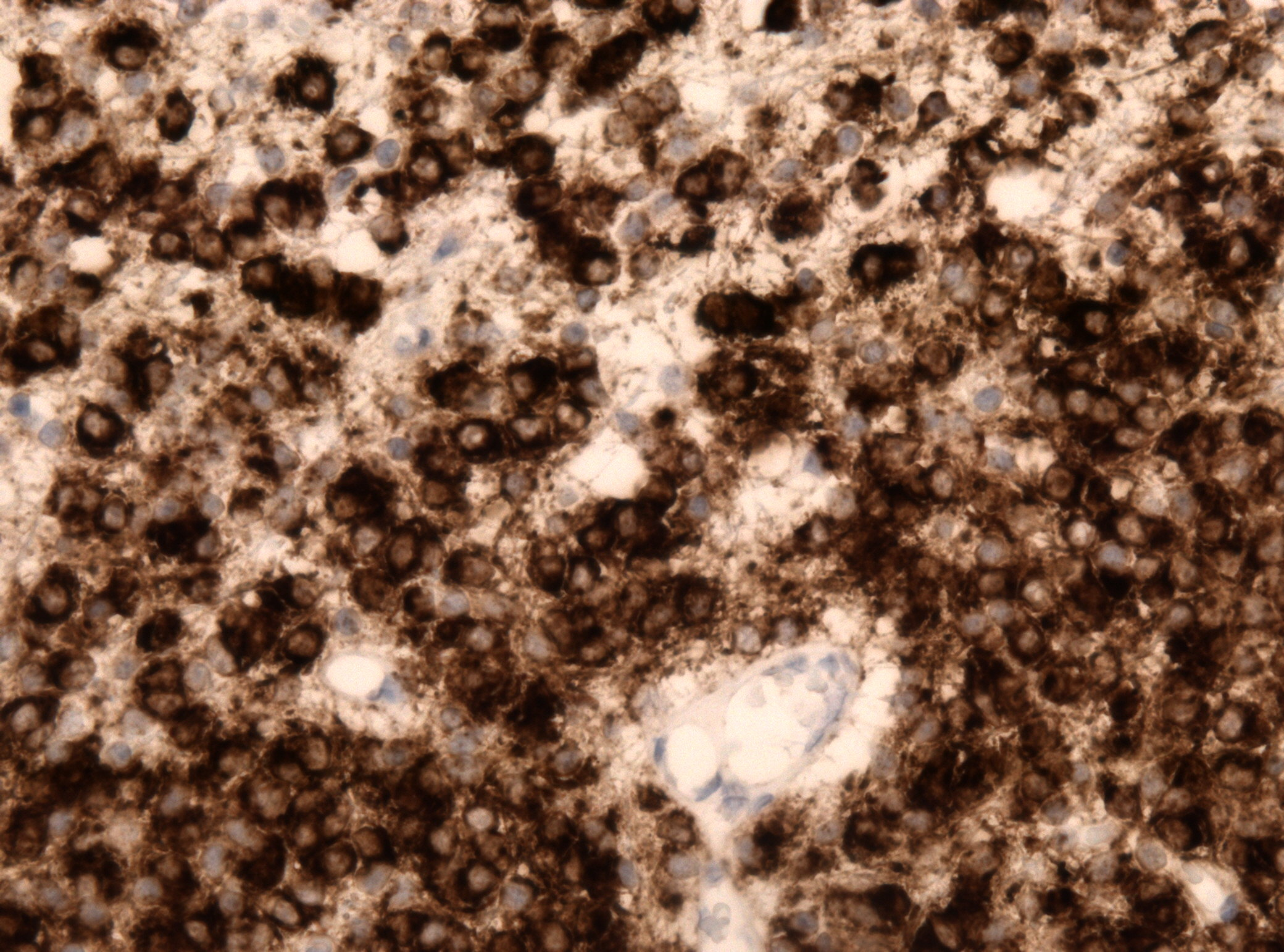
IDH1 R132H u anaplastický oligodendrogliom

## Příznaky
Příznaky anaplastického oligodendrogliomu mohou zahrnovat:
- Záchvat
- Bolest hlavy
- Slabost na jedné straně těla
- Jazykové potíže
- Změny chování a osobnosti
- Problémy s rovnováhou a pohybem
- Problémy s pamětí.

## Výzkum
Bylo zjištěno, že novotvary mohou mezi sebou komunikovat ve velké síti, vyměňovat si látky nezbytné pro přežití, a tak se vyhnout účinkům ozařování nebo chemoterapie. Důležitou roli v šíření nákazy hraje také síťová komunikace. Rakovinné buňky se také vážou na zdravé nervové buňky a přijímají z nich přímé signály, což umožňuje nádorům růst rychleji. Zkoumané mechanismy poskytují nejen zásadně nová vysvětlení pro velmi agresivní růst tohoto typu nádoru. Poskytují také přístupy k novým léčebným postupům, které zastavují růst mozkových nádorů a zefektivňují stávající léčbu. Zastavení nebo dokonce zničení nádorových buněčných sítí se proto stává zcela novým terapeutickým principem v onkologii, přičemž na základě těchto poznatků jsou založeny první klinické studie.